# Spalgis jacksoni
Spalgis jacksoni är en fjärilsart som beskrevs av Henry Stempffer 1967. Spalgis jacksoni ingår i släktet Spalgis och familjen juvelvingar. Inga underarter finns listade i Catalogue of Life.